# Mũ zucchetto

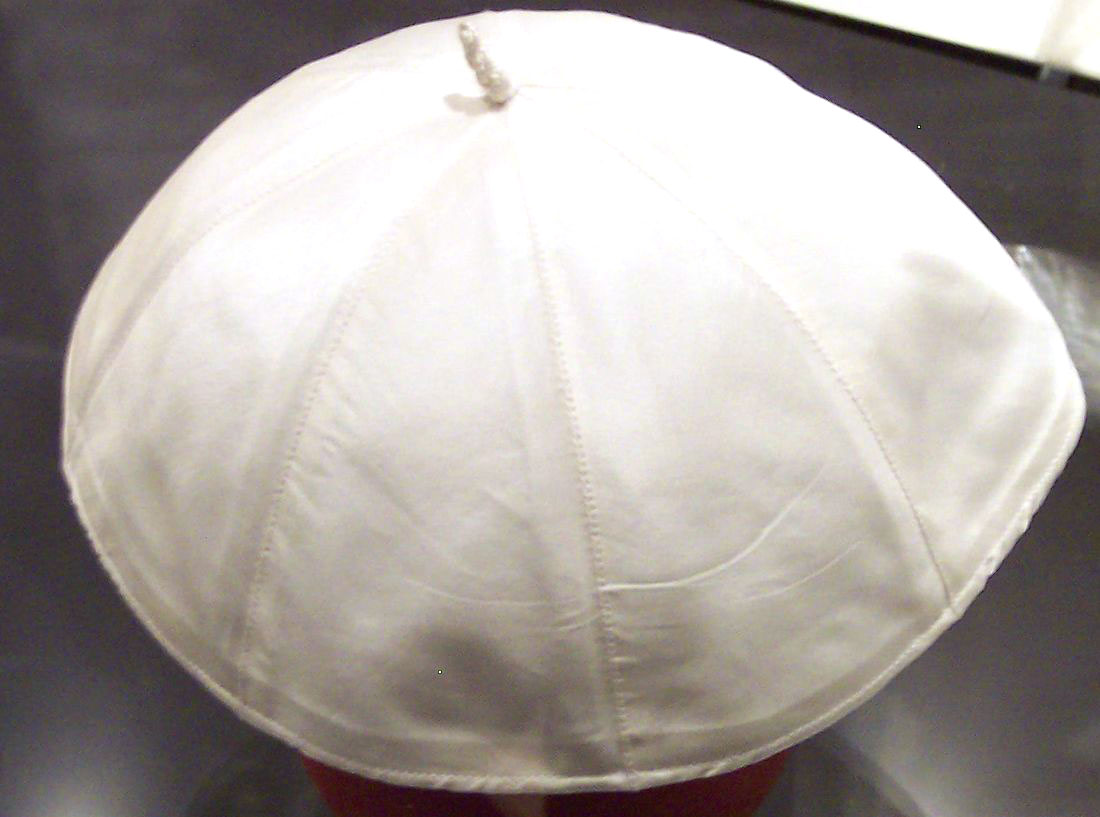
Mũ Zucchetto của Giáo hoàng

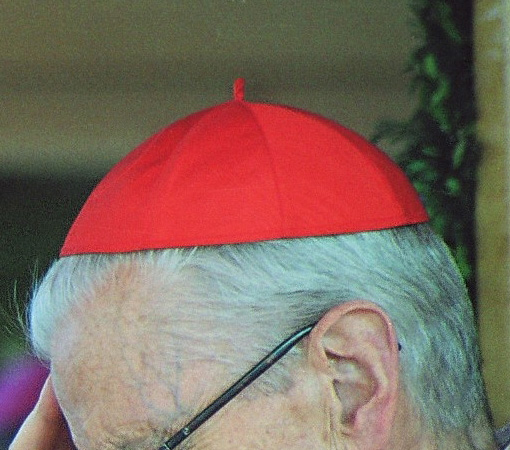
Một hồng y đang đội mũ zucchetto

Mũ zucchetto (đôi khi còn gọi là Mũ sọ, /tsʊˈkɛtoʊ/; phát âm tiếng Ý: [dzukˈketto; tsuk-]; có nghĩa là "(hình) bầu nhỏ", gốc từ zucca, "bí ngô") là loại mũ đội đầu nhỏ hình bán cầu, dành cho các giáo sĩ trong Giáo hội Công giáo Rôma, Anh giáo cũng như vài giáo hội Chính Thống giáo Đông phương.
Trong truyền thống Công giáo, mũ zucchetto thường được làm bằng lụa tơ tằm hoặc vải polyester, từ tám mảnh hình tam giác ghép lại tạo thành hình bán cầu. Trên đỉnh mũ có một núm nhỏ để tạo sự thuận tiện khi sử dụng.
Về nguyên tắc, tất cả những ai có chức thánh trong Giáo hội Công giáo Rôma đều có đặc quyền đội mũ zucchetto màu đen (nếu họ được thăng chức cao hơn sẽ mang mũ màu khác) và chỉ được đội mũ zucchetto khi có mặc áo Cassock hoặc áo lễ (dù rằng rất hiếm khi giáo sĩ đội mũ zucchetto màu đen). Giám mục có thể đội mũ zucchetto màu tím, hồng y đội màu đỏ, và màu trắng chỉ dành riêng cho giáo hoàng.
Mũ Zucchetto luôn là mũ đội trong cùng nếu đội kèm các loại mũ khác như mũ mitra, mũ biretta. Một giáo sĩ đang đội mũ zucchetto sẽ phải cởi mũ này ra khi gặp một giáo sĩ ở chức cao hơn. Tất cả các giáo sĩ phải cởi mũ zucchetti của mình ra khi gặp giáo hoàng, trừ khi ông cho phép họ tiếp tục đội.